# قشلاق تومار أقا خان
قشلاق تومار أقا خان هي قرية في مقاطعة بارس أباد، إيران. عدد سكان هذه القرية هو 286 في سنة 2006.